# Malý Rabštýn
Malý Rabštýn (nazývaný také Malý Rabštejn) je výrazné skalisko na levém břehu řeky Bystřice, východně od železniční trati Olomouc–Opava, v Údolí Bystřice, v katastru obce Domašov nad Bystřicí, v okrese Olomouc, v pohoří Nízký Jeseník, v Olomouckém kraji.

## Další informace
Turisticky, geologicky a přírodně zajímavý Malý Rabštýn je asi 40 m vysoký skalní útes s několika dalšími skalami a balvany, tyčící se nad řekou Bystřicí, západně od vojenského újezdu Libavá a kopce Strážiště a mezi vlakovou stanicí Domašov nad Bystřicí a zastávkou Jívová. Používá se také jako horolezecká skála pro rekreační a vojenské horolezectví. Skála je tvořena normálními i metamorfovanými břidlicemi, drobami a slepenci uspořádaných v lavicovitém střídání. V místě se také nachází rozcestník turistických stezek. Z turistických stezek je asi nejznámější naučná stezka Údolím Bystřice.
Jižně od Malého Rabštýna se ve vzdálenosti cca 0,1 km nachází Pstruží líheň Bělá. Nedaleko, severozápadním směrem se nachází přírodní památka Kamenné proudy u Domašova.

## Galerie

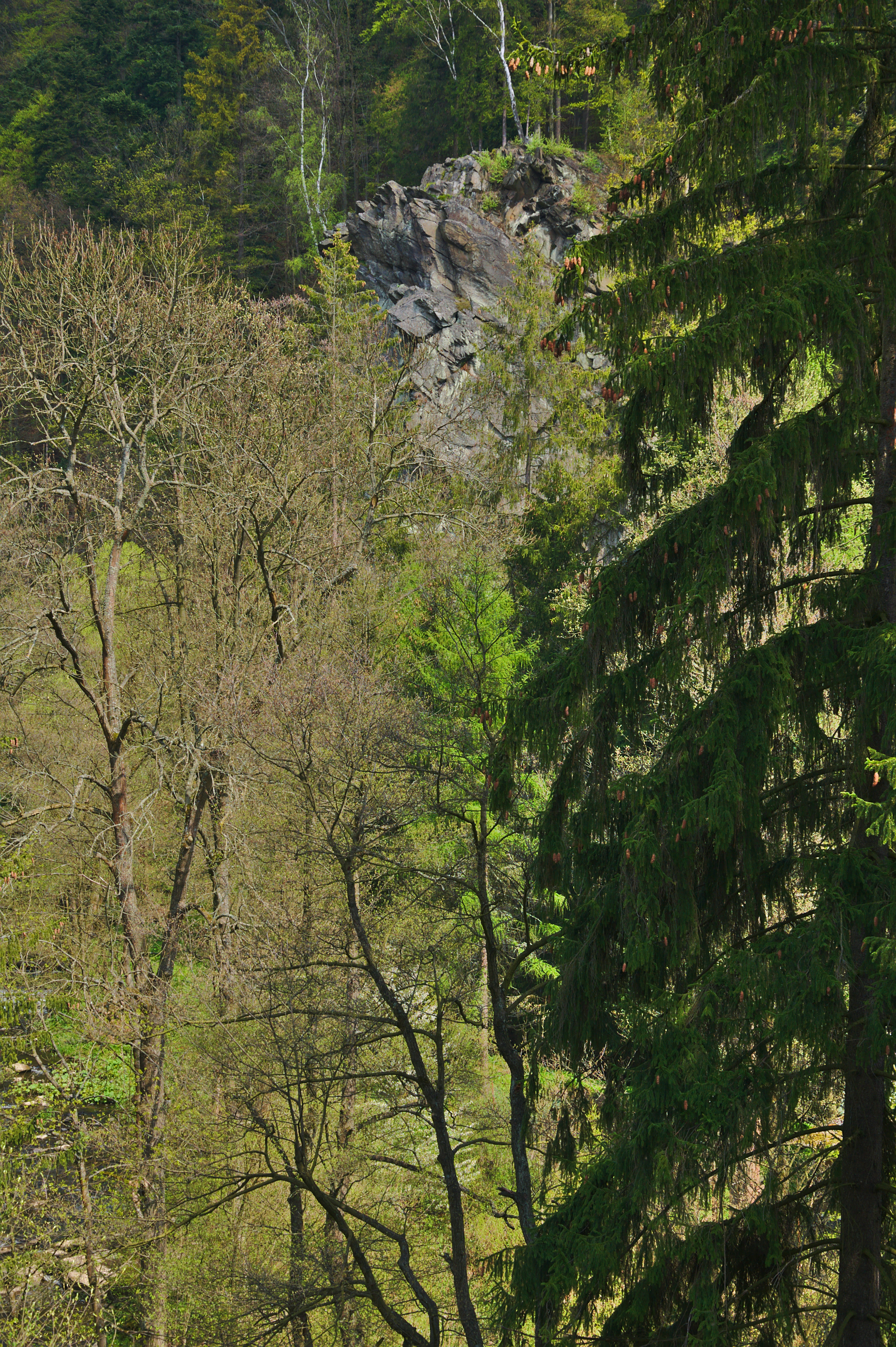
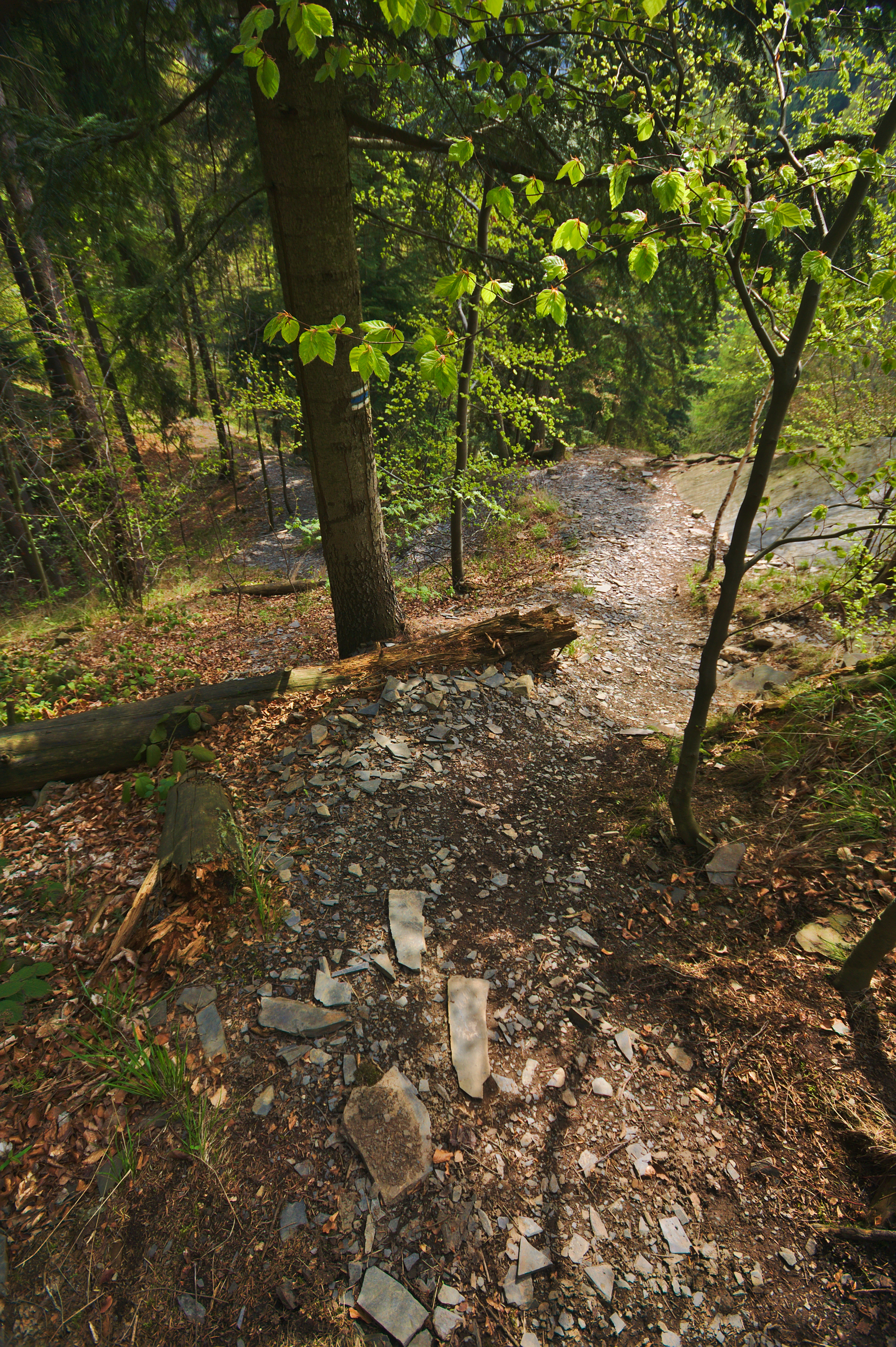
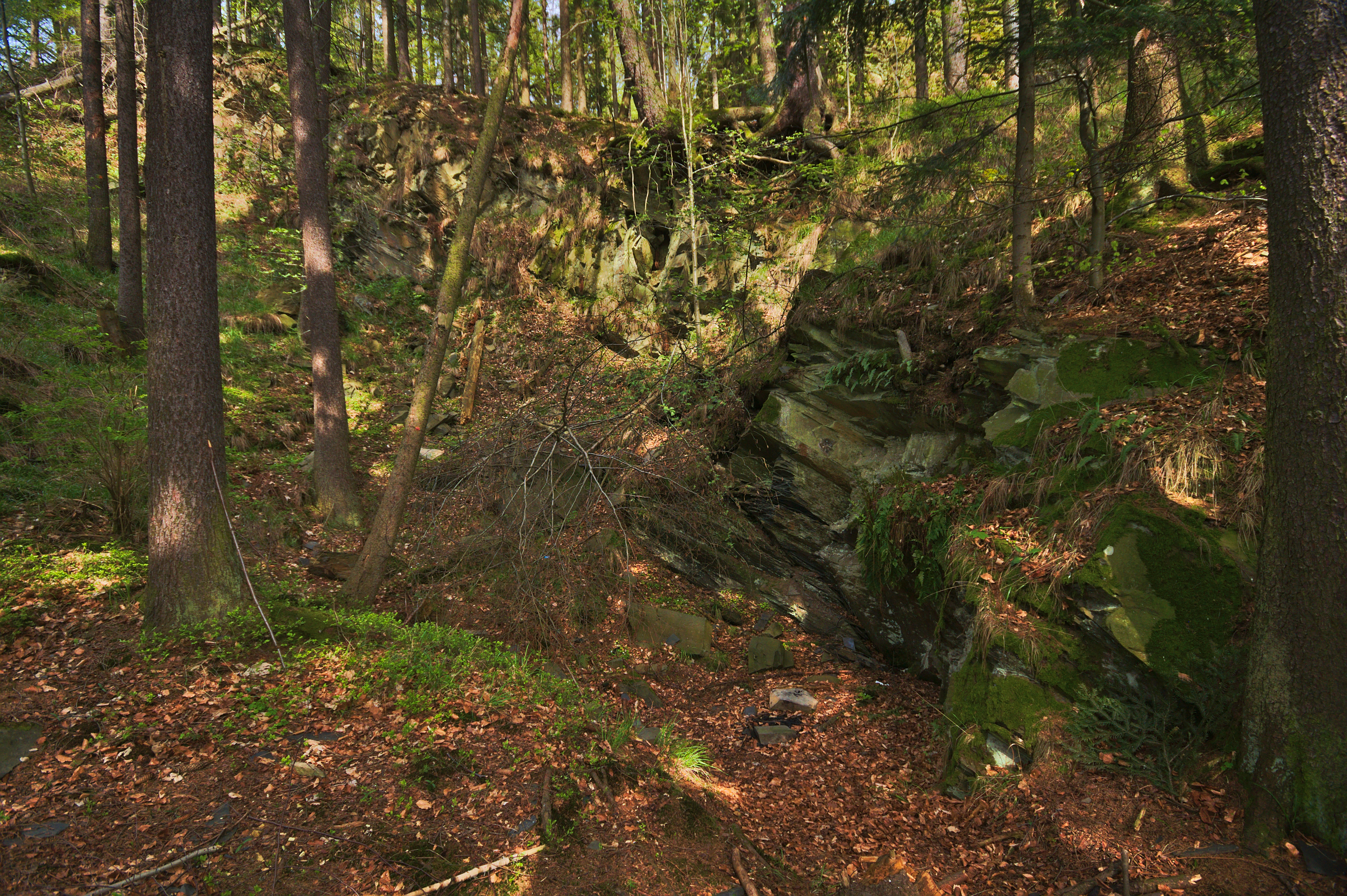
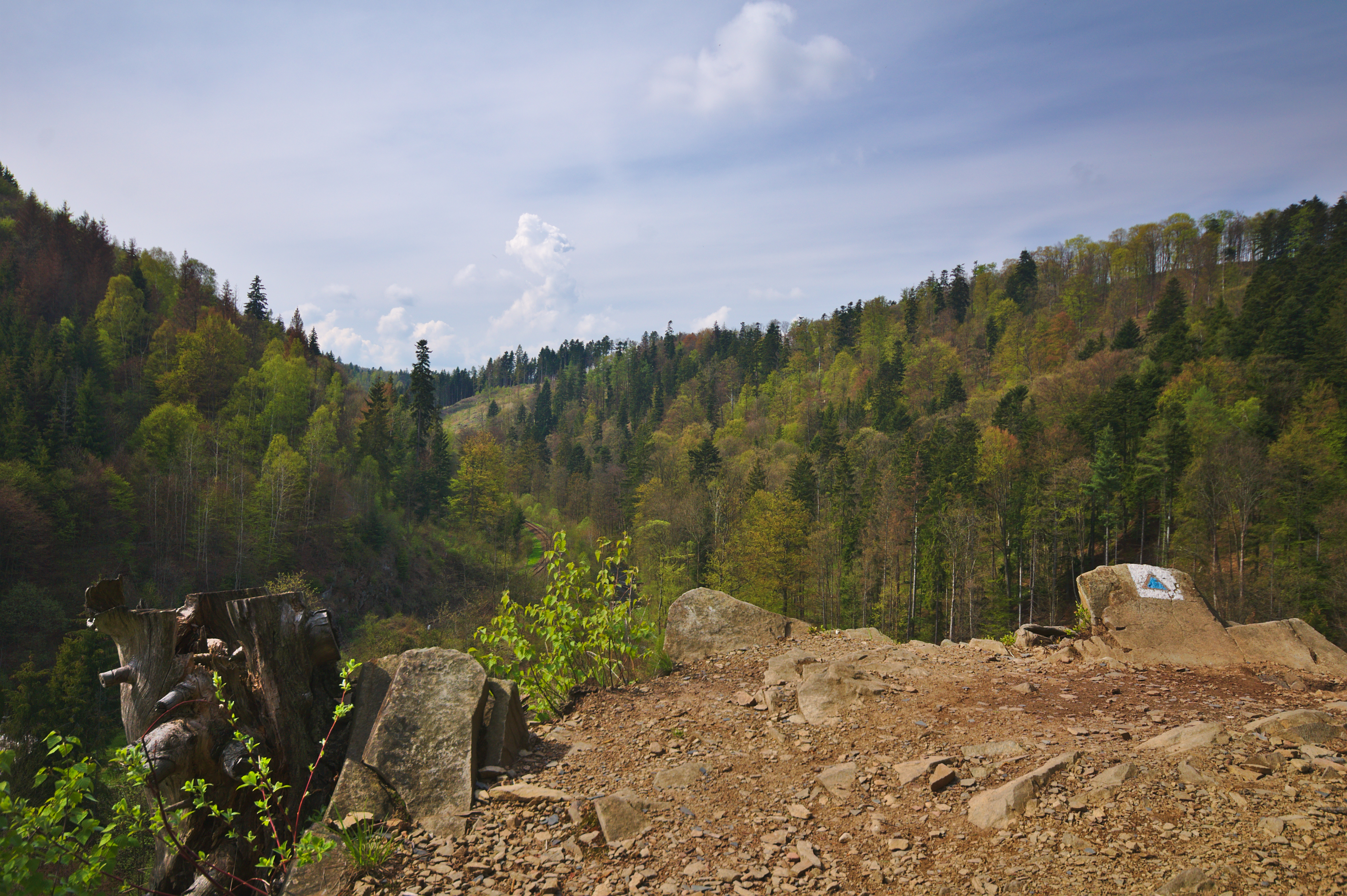